# Le Souffleur de l'affaire
Pour plus de détails, voir Fiche technique et Distribution.
Le Souffleur de l'affaire est un film français réalisé par Isabelle Prim et sorti en 2014.

## Fiche technique
- Titre : Le Souffleur de l'affaire
- Réalisation : Isabelle Prim
- Scénario  : Isabelle Prim, Camille Brunel, Sophie Jama
- Photographie : Caroline Champetier
- Costumes : Pascaline Suty
- Son : Olivier Touche
- Musique : Géry Petit
- Montage : Isabelle Prim
- Production  : Ecce Films
- Pays :  France
- Durée : 55 minutes
- Date de sortie : France - 4 juillet 2014

## Distribution
- Lætitia Dosch : Rosemonde Gérard (voix)
- Clotilde Hesme : Sarah Bernhardt
- Laurent Poitrenaux : le souffleur
- Charlotte Serrand : Rosemonde Gérard
- Thibault Vinçon : Edmond Rostand

## Distinctions

### Récompenses
- FIDMarseille 2014 : mention spéciale du Prix Georges de Beauregard
- Festival Côté court : prix Renard

### Sélections
- Festival Hors Pistes, Centre Georges Pompidou, janvier 2015
- FID Marseille, Compétition Française, MUCEM, Marseille, 2014
- Festival du nouveau cinéma de Montréal 2014
- IndieLisboa, Festival international du cinéma indépendant de Lisbonne 2015
- Festival Côté court, festival du court métrage de Pantin, 2015